# 米日希爾亞

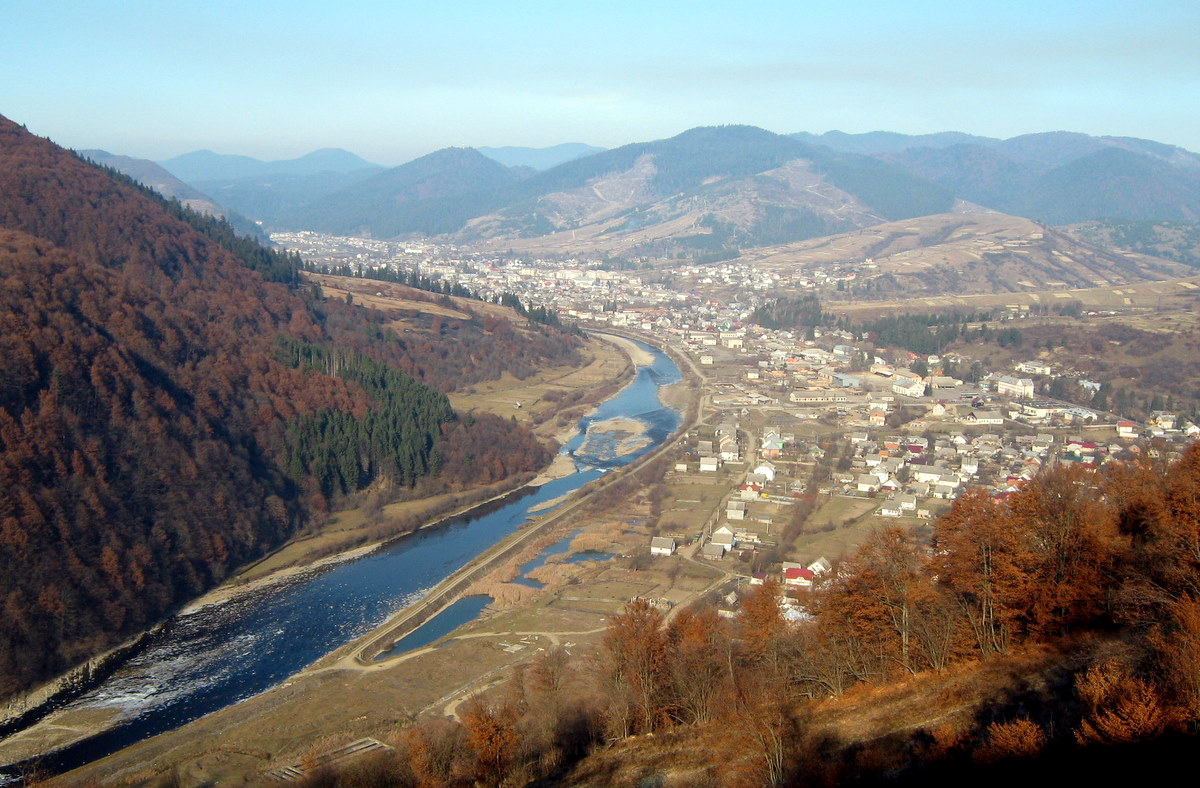

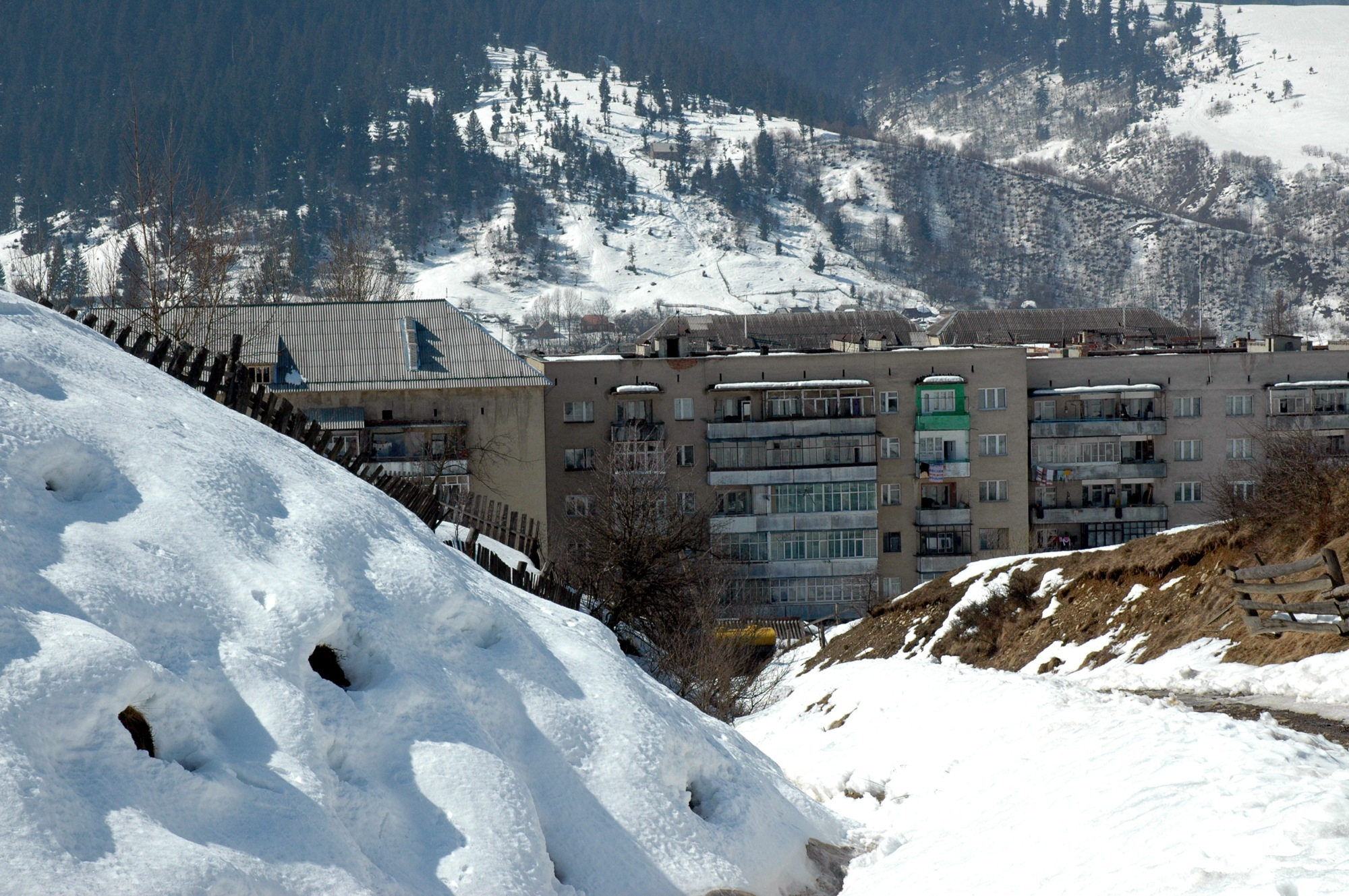

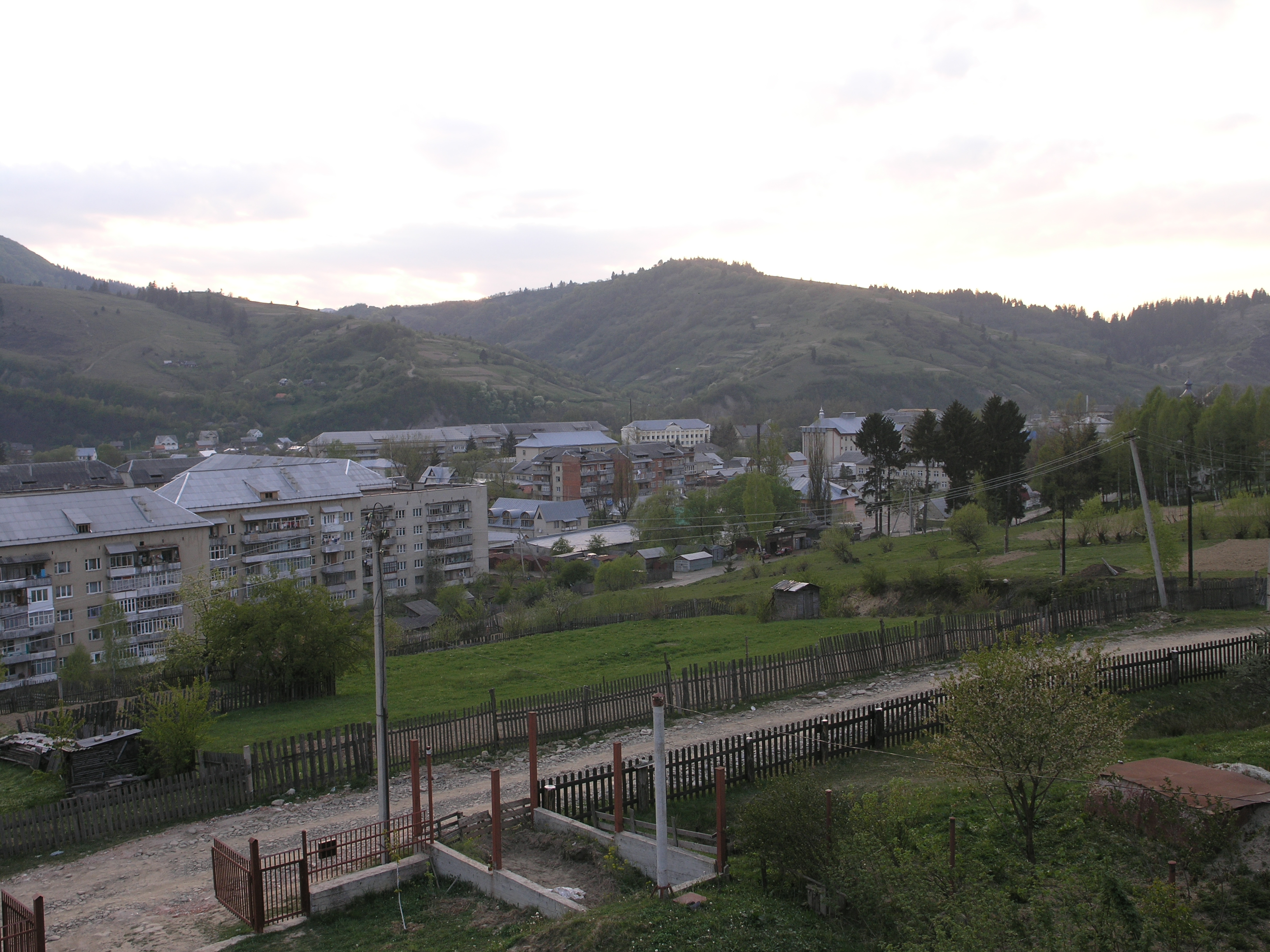

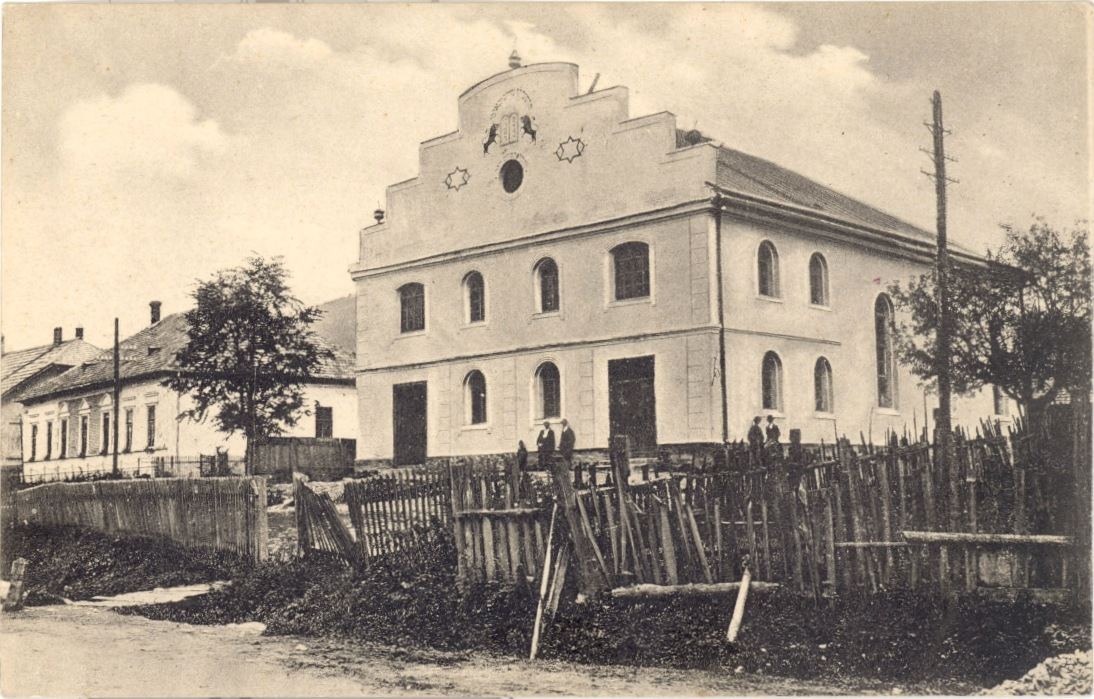

米日希尔亚（羅馬化：Mizhhiria），或按俄語音译为梅日戈里耶，是烏克蘭西部外喀爾巴阡州胡斯特區米日希尔亚市镇内的市級鎮及其行政中心。處於里卡河畔，始建於1415年，面積4.58平方公里，海拔高度450米，2011年人口9,549，人口密度每平方公里2,084人。